# Chirothecia daguerrei
Chirothecia daguerrei là một loài nhện trong họ Salticidae.
Loài này thuộc chi Chirothecia. Chirothecia daguerrei được María Elena Galiano miêu tả năm 1972.